# Nerkin Hand
Nerkin Hand ou Nerqin Hand (en arménien Ներքին Հանդ) est une communauté rurale du marz de Syunik en Arménie. En 2008, elle compte 75 habitants.
Fondé au début des années 1980, le village a subi des intrusions azerbaïdjanaises de 1993 à 1994, dans le contexte de la guerre du Haut-Karabagh.